# Jiří Janda (sochař)
Jiří Janda (* 9. června 1956 Chomutov) je český akademický sochař, malíř, konceptuální umělec, performer a pedagog.

## Život a tvorba
V letech 1977–1980 studoval Střední uměleckoprůmyslovou školu v Praze a v letech 1982–1988 Vysokou školu uměleckoprůmyslovou.
Jiří Janda se tematicky od počátku výrazně existenciálně zaměřených prací (Babiččiny 90. narozeniny, Mysteria – Od sexu k nadvědomí, Jiří versus Janda) postupně přesouvá do spirituálních poloh, pro která využívá různá média a techniky (malba, kresba, grafika, texty, sochy, prostorové objekty a instalace). Hlavní osu jeho díla tvoří dlouhodobé tematické multimediální projekty (Příznaky Existence 1996–1997, 12 ročních období 1997–1998, Cvičení s kruhy 1998–2005, Příběh sochy 1999–2005, TRANSMISE – Plovoucí listí, Pátrání po umění, Čekání na déšť 2001–2009 a další).

## Art performance
Důležitou součástí jeho tvorby jsou art performance (1992–2003) a akce v přírodně i městském prostředí, např. v nákupních centrech – Bremerhaven, Helsingin Sanomat a dalších, kde svými akcemi nečekaně vstupoval do běžného nákupního chodu (Spreyer, Kreslíř) nebo Týden pro broumovské kostely, kde naopak vnáší do spirituálního prostředí performativní rozměr apod.) Řeč těla, hudbu, obrazy, texty, barvy, zvuky, artefakty propojuje do nových souvislostí (Pilování armatury, Dualita, Hledání pokladu, Fénix, Zrcadlení, Portrét, Prorok, Vitráž). Současně se stále intenzivněji zabývá konceptuální tvorbou s ekologickým akcentem „Art – Eco – Spirit“ (Zpráva pro jezero Töölönlahti, Nedělní odpoledne v trávě, Výprava, Bílé krajiny, Duhová koupel, Čekání na déšť).

## Výtvarně-hudební spolupráce
S performancemi je spojena také Jandova audiovizuální tvorba a spolupráce s hudebníky (R. Ahmed, Altamira, J. Kořán, O. Smeykal, Zaobzor) a především s Kamilem Holubem a Irenou a Vojtěchem Havlovými, jejichž hudbu dlouhodobě akcentuje a vizuálně zpracovává živě při performancích nebo ve videozáznamech akcí. Art performance Janda uplatňuje při zahájení výstav jako interaktivní nonverbální způsob komunikace mezi autorem, diváky-účastníky výstavy a vystavenými díly. Současně se takto záměrně vyhýbá obvyklým verbálním zahájením výstav kurátory. Jeho zájmem je, aby dílo promlouvalo na diváka bez slovního „zprostředkovávání“, a to až do doby, kdy art performanci opouští (2005), protože už nechce ani takto jako součást svého díla osobně exhibovat.
V aktuální výtvarně-hudební spolupráci s Vojtěchem Havlem „V ZAHRADĚ“ vznikají výtvarná díla interaktivně přímo „tady a teď“. (Soubory Hudba okamžiku, Výtvarné etudy, 2015, Mezičasy, 2016, Tóny – tvary – znaky – vize, 2016 – 2020 a další). Malby, kresby, video-kompilace představují jejich společnou tvorbu, ve které Janda rozvíjí možnosti vizualizace hudební skladby klasickými výtvarnými prostředky do vzájemně provázaných prostorových objektů a instalací. 

## Mimovolné kresby
Specifickým výtvarně-sociálně psychologickým zájmem jsou Jandovy akvizice „mimovolných kreseb“, okrajově vytvářených jako „vedlejší“ projev ve chvílích, kdy je mysl či pozornost zacílena jinam. Řadu let sbírá tyto kresby od lidí různých věkových skupin, povolání i národností. (Katalog Pátrání po umění, 2012). Mimovolné kresby Janda člení do více skupin, dále s nimi pracuje, kresby např. „přezvětšuje“ do mnohanásobné velikosti nebo je převádí do jiných materiálů a médií (sklo, beton, videoprojekce). Prohlašuje, že mimovolné kresby svojí podstatou patří do Národních galerií. Uspořádal řadu akvizičních výstav, poukazuje na skrytý výtvarný i psychologický potenciál mimovolných kreseb, tematizuje a rozšiřuje pohled na otázky umění a tvůrčího potenciálu v každém z nás. Souběžně s akvizicí mimovolných kreseb také poukazuje na aspekty nacvičených vzorců, jejich zviditelnění, a hledá možnosti jejich „výtvarného přeformátování“ (Odvíjení – Bremerhaven, 2006).

## Průmyslový design
V první dekádě po absolvování VŠUP 1988–1994 se Janda intenzivně zabýval také průmyslovým designem. Je autorem řady průmyslových vzorů, především domácích spotřebičů. V letech 1990–1992 inicioval a spoluorganizoval mezinárodní konference Eko-Most (viz Sborník EkoMost, 1992) v oblasti designu a zasadil se o začlenění ekologických kritérií v hodnocení výrobků jako v jedné z prvních post-komunistických zemí. Své poznatky v této oblasti shrnul v publikaci Ekologický design (Design centrum ČR, 1994).

## Kurátorská činnost
Vedle vlastní tvorby se věnuje také kurátorské a pedagogické činnosti. Organizoval a kurátoroval řadu výstav a několik let provozoval také Galerii JJ v Chomutově (1996–2000), kde vystavoval významné české umělce (Vladimír Kokolia, Tomáš Vaněk, Petr Kvíčala, Marian Palla, Svatopluk Klimeš, Petr Nikl a další) a projekty – 12 ročních období, Retroinspektiva – Galerie u Bílého jednorožce Klatovy, Moravská galerie – Pražákův palác, Brno, (viz ČST – pořad Arte Fakta 1997–1998). 
V letech 2011–2012 organizoval mezinárodní kulturní projekt Galerie KW S4 v okrajové části Berlína.

## Pedagogická činnost
Od r. 2001 je zakladatelem i lektorem malířské školy (AVVY – Atelieru výtvarné výuky) v Praze, aktuálně fungujícím již třetí desetiletí, zaměřeným zejména na přípravu na talentové zkoušky na střední a vysoké umělecké školy. (Viz občasník Pavvylon 1, 2, 3 a Sborník 21 let AVVY Atelieru, 2022).
Od roku 1988 do současnosti vede projekty Pátrání po umění – mezinárodní výtvarné dílny (GER, FIN, ČR). V letech 1988–1994 vedl Ekodesign studia při ZUŠ T. G. Masaryka v Chomutově – pedagogická práce zaměřená na zkoumání vazeb mezi ekologií, volným a užitým uměním.
Za výtvarně-pedagogické projekty získal řadu domácích i mezinárodní ocenění.
Je zastoupen v několika veřejných sbírkách, např. Národního technického muzea ČR a Deutsche Bauspar. Od roku 1997 do současnosti pravidelně vystavuje v galeriích doma i v zahraničí. 

## Výběr ze samostatných výstav
- 2020 Chomutov, galerie Špejchar, V zahradě (katalogový list, DVD)

- 2019 Vrchlabí, galerie Morzin, T-r-a-n-s-m-i-s-e (katalog, DVD)

- 2017 Praha, Galerie Českého rozhlasu, Mezičasy

- 2016 Hlinsko, Městská galerie, Blízké krajiny, (katalog, DVD)

- 2011-12 Königs Wusterhausen, Galerie KW – S4, (katalog, DVD)

- 2010 Helsinki, Galerie Reform, Čekání na déšť, instalace (katalog, DVD)

- 2009 Praha, Galerie Školská 28, Mezi slovy (katalog, DVD)

- 2008 Brno, Galerie Kabinet, Odvíjení (katalog. list, DVD)

- 2007 Praha, kino Světozor, projekt Audiovisual – Spiritualita, Satira, Lokálnost

- 2006 Bremerhaven, Galerie Forum, Phänomän in Phänomenta (katalog + CD)

- 2006 Vrchlabí, Galerie Půda, Předjaří, DVD

- 2005 Praha, MAT, Dokola, DVD prezentace

- 2005 Jilemnice, Galerie V Kotelně, Mitote, DVD

- 2005 Chomutov, galerie Špejchar, Cvičení s kruhy (DVD, katalog)

- 2003 Praha, Vyšehrad-Gorlice, Do vyšších kruhů – Příběh sochy + performance

- 2002 Helsinki, Galerie Reform, Po spirále, performance, DVD

- 2002 Helsinki, Helsingin Sanomat – One Doors Spirall

- 2001 Plzeň, Galerie Jiřího Trnky, Dialogy

- 2000 Jilemnice, Galerie V Kotelně, Provozní teplota 36,4´ + performance

- 2000 Bremerhaven, City Center – Prorok (DVD)

- 1999 Klatovy, Galerie U Bílého jednorožce, J versus J (katalog, videografie)

- 1998 Chomutov, Galerie JJ, 12 ročních období + performance (katalog, DVD)

- 1997 Praha, Galerie Fronta, Tuctová zastavení + performance (videografie)

- 1996 Chomutov, Galerie JJ – Příznaky Existence, cyklus 12 výstav a performancí (videografie)

- 1994 Praha, Galerie U Řečických, Mystéria + performance (katalog, videografie)

- 1993 Brno, U dobrého pastýře, Babiččiny 90. narozeniny + performance (katalog)

## Publikace
- JANDA, Jiří. Transmise – Plovoucí listí, Pátrání po umění, Čekání na déšť (+ DVD). Praha: Grafies, 2012. ISBN 978-80-239-0038-5
- JANDA, Jiří. Der Mensch – Phänomen in Phänomenta. Bremerhaven, 2006.
- JANDA, Jiří. Příznaky existence (+ DVD). Praha: Grafies, 1999. ISBN 8085628-37-6, úvodní slovo Jiří Valoch
- JANDA, Jiří. 12 ročních období. (+ DVD). Praha: Grafies, 1999, úvodní slovo Jiří Valoch
- JANDA, Jiří. Spřátelte se s výtvarnými projekty. Praha: Tereza, 1998.
- JANDA, Jiří. Loďky ze sirek. Chomutov: Studio jj, 1998.